# Cerapachys edentatus
Cerapachys edentatus är en myrart som först beskrevs av Auguste-Henri Forel 1900.  Cerapachys edentatus ingår i släktet Cerapachys och familjen myror. Inga underarter finns listade.